# 't Hof van Engeland

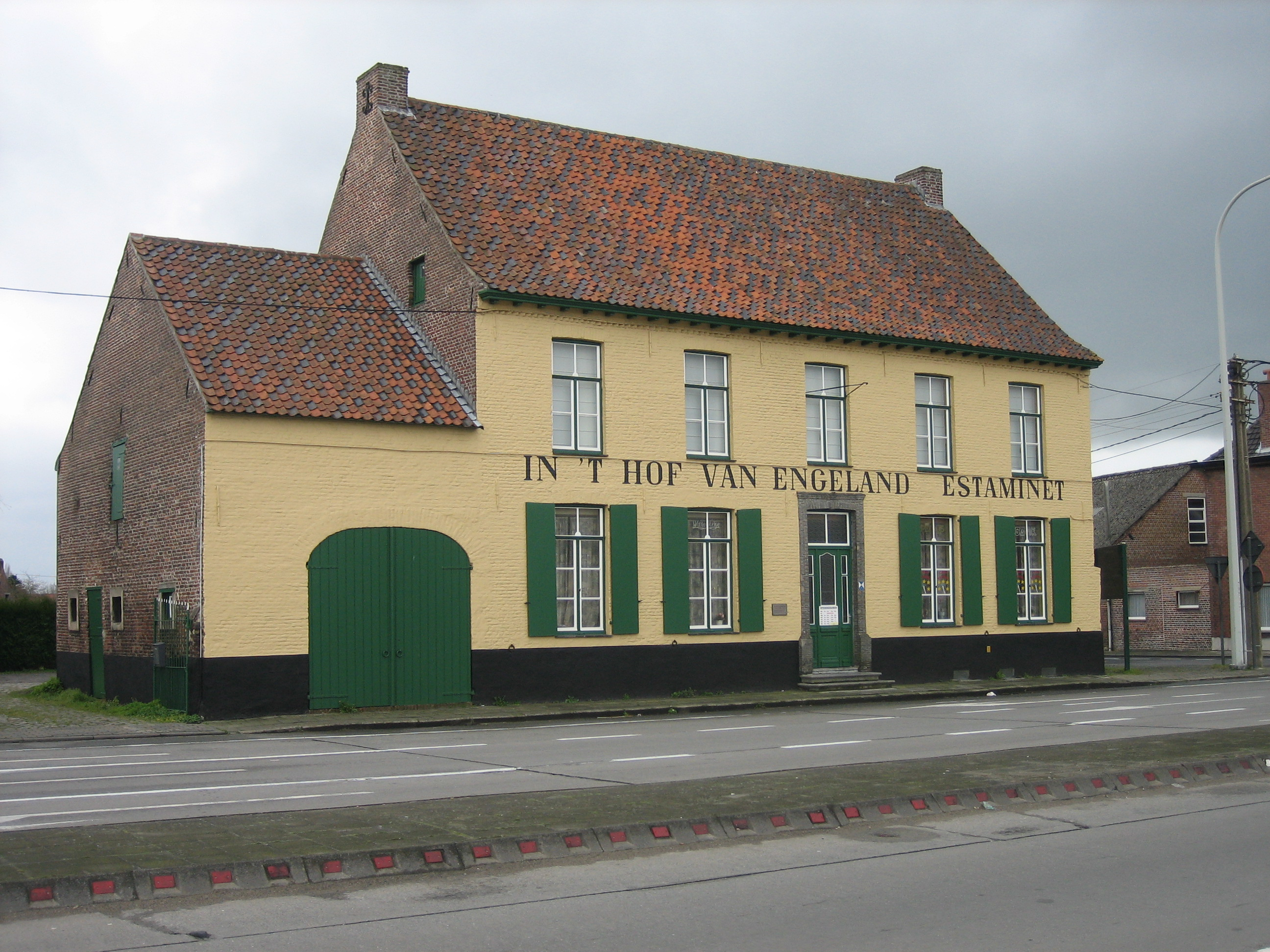
Het Hof van Engeland

 't Hof van Engeland is een herberg in de Belgische stad Torhout, gebouwd aan het einde van de 18e eeuw. Het ligt aan de Oostendestraat (N33), nabij het kruispunt met de Noordlaan-Vredelaan (R34). De naam heeft waarschijnlijk te maken met de oude postkoetslijn Parijs Londen. Het hof van Engeland was de laatste halte voor de koetsen voordat men met de boot vanaf Oostende vertrok naar Engeland.

## Geschiedenis
Het gebouw, dat in de volksmond 't Engels Hof wordt genoemd, dateert van de periode 1770-1780. De herberg werd gebouwd langs de steenweg Torhout-Wijnendale, door brouwer-herbergier Gerard Farasijn. Vanaf de 19e eeuw werden de herberg en de bijhorende paardenstallingen tijdens de Torhoutse paardenmarkten gebruikt door vreemde kooplui. In het begin van de 20e eeuw werden tussen het Kasteel van Wijnendale en 't Engels Hof wielerwedstrijden georganiseerd door Karel Steyaert, beter bekend als Karel Van Wijnendaele.
De herberg werd in 1983 geklasseerd als monument.